# Vereșkî, Bar
Vereșkî (în ucraineană Верешки) este un sat în comuna Popivți din raionul Bar, regiunea Vinnița, Ucraina.

## Demografie
Componența lingvistică a localității Vereșkî
     Ucraineană (100%)
Conform recensământului din 2001, toată populația localității Vereșkî era vorbitoare de ucraineană (100%).